# Douillet
Douillet – miejscowość i gmina we Francji, w regionie Kraj Loary, w departamencie Sarthe.
Według danych na rok 1990 gminę zamieszkiwało 328 osób, a gęstość zaludnienia wynosiła 17 osób/km² (wśród 1504 gmin Kraju Loary Douillet plasuje się na 965. miejscu pod względem liczby ludności, natomiast pod względem powierzchni na miejscu 579.).